# Koyo Kouoh
Koyo Kouoh (Duala, 24 de dezembro 1967 — Basileia, 10 de maio de 2025) foi uma curadora e atuava como Diretora Executiva e Curadora Chefe do Museu Zeitz de Arte Contemporânea da África na Cidade do Cabo de 2019 até a sua morte. Em 2015, o New York Times a chamou de "uma das mais proeminentes curadoras e gestoras de arte da África". Viveu e trabalhou na Cidade do Cabo e em Dakar.

## Infância e educação
Kouoh cresceu em Duala, estudou administração de empresas e bancos na Suíça, e administração cultural na França. Ela é fluente em francês, alemão, inglês e italiano.

## Carreira
Inspirada pela antologia  de escritos por mulheres afrodescendentes de Margaret Busby, Filhas da África - Daughters of Africa (1992), Kouoh editou conjuntamente um equivalente em língua alemã, Töchter Afrikas, que foi publicado em 1994.
Em 2001 e 2003, Kouoh atuou como co-curadora - ao lado do escritor Simon Njiami - nos Encontros de Bamako (Rencontres de Bamako), uma bienal de fotografia realizada no Mali.
De 2008 a 2019, Kouoh atuou como diretora artística fundadora da RAW Material Company, um centro de arte, conhecimento e sociedade em Dacar. Foi também curadora do programa de educação na 1:54 Contemporary African Art Fair em Londres.
Kouoh atuou como consultora curatorial para a documenta 12 (2007) e 13 (2012), foi co-curadora de Les Rencontres de la Photographie Africaine em Bamako em 2001 e 2003, bem como colaboradora com diferentes funções na Bienal de Dacar. Em fevereiro de 2014, foi incumbida pela União Europeia e pelo Ministério da Cultura do Senegal para o desenvolvimento de uma reforma completa da Bienal de Dacar. Posteriormente, Kouoh foi curadora da edição de 2016 da EVA International, a bienal de arte contemporânea da República da Irlanda. Esteve no comitê de pesquisa que escolheu o curador polaco Adam Szymczyk como diretor artístico da documenta 14 em 2017.
De 2019 até a sua morte, Kouoh tem atuado como Diretora Executiva e Curadora-Chefe do Zeitz Museum of Contemporary Art Africa na Cidade do Cabo, África do Sul.
Em 2020, Kouoh recebeu o Grande Prêmio Suíço de Arte / Prêmio Meret Oppenheim. O prêmio foi fundado em 2001 e homenageia personalidades do mundo da arte e da arquitetura, bem como da crítica, da curadoria e da pesquisa, que se distinguiram pelo trabalho de particular relevância e importância para a arte contemporânea e arquitetura na Suíça e além.

## Exposições
Os programas discursivos, as exposições e as publicações de Kouoh incluem artistas contemporâneos, pensadores, fotógrafos, escritores, ativistas, não artistas, designers, colecionadores, políticos, arquitetos, curadores e chefes. Especializada em fotografia, vídeo e arte no espaço público, foi curadora de inúmeras exposições internacionais e escreveu sobre a arte africana contemporânea. Os seus projetos mais recentes incluem Body Talk: Feminismo, Sexualidade e o Corpo no Trabalho de Seis Mulheres Artistas Africanas, "Personal Liberties" (Liberdades Pessoais), um programa composto por três exposições, seminários, palestras, exposições e uma publicação sobre sexualidade na África, homossexualidade e homofobia, Condition Report on Building Art Institutions in Africa (Relatório da Condição sobre a Construção de Instituições de Arte na África), uma coleção de ensaios resultantes do simpósio homônimo realizado em Dacar em janeiro de 2012, Word!Word?Word! Issa Samb and the undecipherable form (Palavra! Palavra?Palavra! Issa Samb e a forma indecifrável), a primeira monografia dedicada ao trabalho do seminal artista processual senegalês, Issa Samb. Para além de um corroborado programa teórico e expositivo na RAW Material Company, Koyo Kouoh mantém uma dinâmica atividade curatorial internacional.

## Morte
Kouoh morreu no dia 10 de maio de 2025, ela deveria atuar como diretora da Bienal de Veneza de 2026.

## Outras atividades
- Goethe-Institut, Membro da Assembleia Geral [13]
- Serviço Alemão de Intercâmbio Acadêmico, Membro do Conselho [2]
- The Vera List Center for Art and Politics at The New School, Membro do Júri do Prêmio 2018-2020 [14]
- Prêmio Celeste (Celeste Prize), Membro do Conselho[2]
- Zeitz Museum of Contemporary Art Africa, Membro do Grupo Consultivo Curatorial (2018-2019) [15]